# Pisaboa estrecha
Pisaboa estrecha är en spindelart som beskrevs av Huber 2000. Pisaboa estrecha ingår i släktet Pisaboa och familjen dallerspindlar.
Artens utbredningsområde är Peru. Inga underarter finns listade i Catalogue of Life.